# Callisthene hassleri
Callisthene hassleri är en tvåhjärtbladig växtart som beskrevs av John Isaac Briquet. Callisthene hassleri ingår i släktet Callisthene och familjen Vochysiaceae. Inga underarter finns listade i Catalogue of Life.